# 에이드리언 레스터
에이드리언 레스터(Adrian Lester, OBE, 1968년 8월 14일~)는 영국의 배우이다.

## 서훈
- 2013년 대영 제국 훈장 4등급(OBE)